# Hidradenitis suppurativa

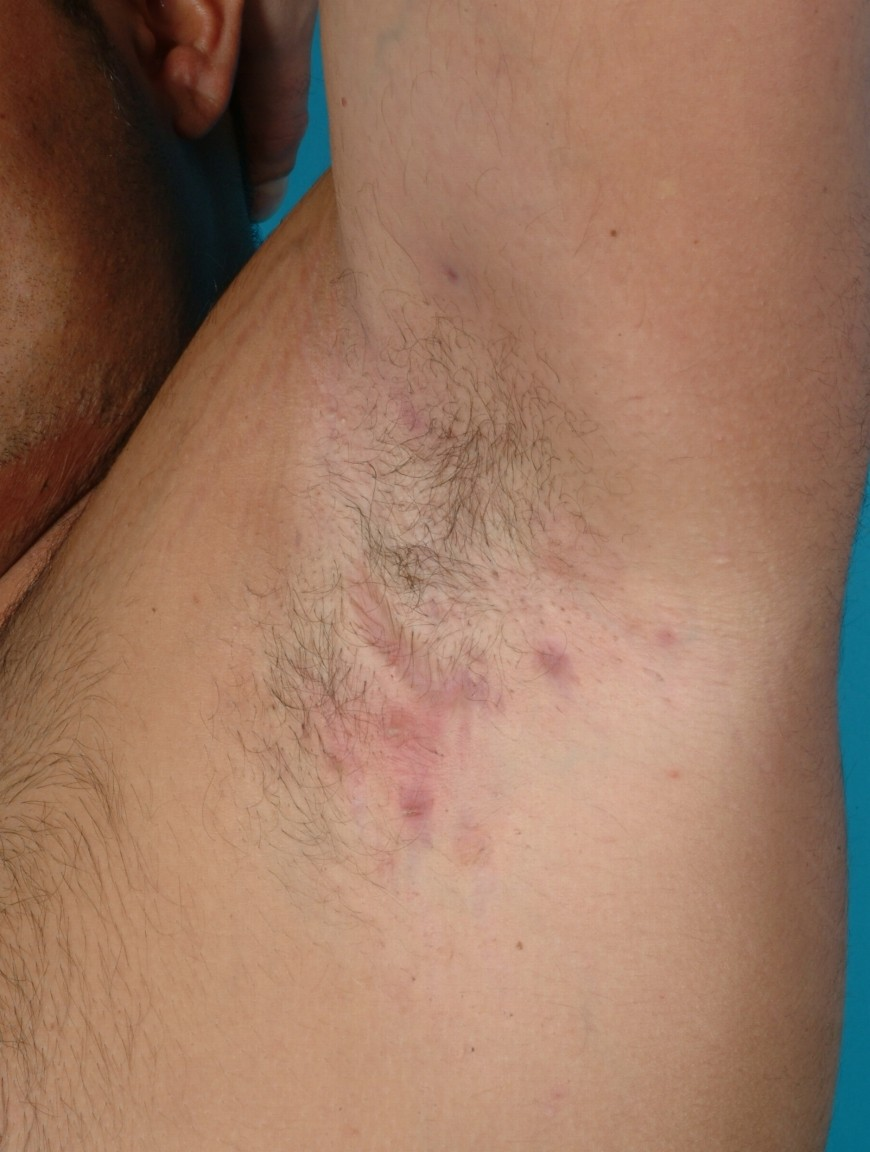
Hidradenitis suppurativa, II. Hurleyho stádium

Hidradenitis suppurativa (alternativně Hidradenitida, ve zkratce HS nebo též acne inversa) je chronické kožní onemocnění, které se projevuje tvorbou zánětlivých ložisek ve formě abscesů nebo bolestivých bulek, především v místech zvýšeného kožního tření – pod prsy, na genitáliích, hýždích nebo na vnitřní straně stehen.
HS se může projevovat u každého člověka jiným způsobem. Lehčí formy HS se projevují výskytem ve formě několika cyst nebo bulek. U těžších forem se opakovaně objevují zanícené abscesy, ze kterých může vytékat zapáchající hnisavá tekutina. Tvoří se otevřené rány, které se velmi pomalu hojí a mohou zanechávat jizvy. 
I když je HS kožní onemocnění, není infekčního původu a není způsobena nedostatečnou hygienou. Je potvrzeno, že je způsobena především chybnou funkcí imunitního systému a je autoimunitního charakteru. Přesné příčiny vzniku HS nejsou zcela jasné. Významnou roli hrají specifické změny uvnitř vlasových folikul. Vlasové váčky se ucpou a potní žlázy apokrinního typu se zanítí, protože ucpaný potní kanálek neumožňuje průchod potu a bakterií na povrch kůže. Kanálek následně otéká a praská, což vede ke vzniku abscesů.
Přetrvávající léze mohou vytvořit podkožní tunelové propojení abscesů, které se horizontálně šíří (sinusová formace či píštěl). V tomto stádiu kůže většinou nemá schopnost se zcela zhojit.
Progresivita (průběh nemoci) je u HS variabilní. Znamená to, že se nemoc nemusí s postupem času zhoršovat. V některých případech se ale HS může vracet s narůstající intenzitou, pokud není správně léčena. U některých pacientů nemoc může být bez příznaků po několik měsíců až let a u jiných pacientů se HS nelepší a jsou nutné operační zákroky, kdy se vyříznou zanícené léze.
Rizikové faktory k zhoršení průběhu nemoci patři kouření, obezita, stres a hormonální změny. S HS jsou spojována další onemocnění, například artritida, akné, diabetes, Crohnova choroba, různé metabolické poruchy, deprese a další.
Nejčastěji se HS objevuje kolem 20. roku života, ale může se vyskytnout v jakémkoliv věku. Pravděpodobnost výskytu se s věkem snižuje. Spíše se objevuje u žen, ale u mužů má většinou vážnější průběh. Celkový počet postižených HS není přesně určený, ale odhaduje se mezi 4% až > 0,2%, v závislosti na oblasti a podle určitých etnických skupin. V běžné populaci je prevalence kolem 1%. Pravděpodobnost výskytu HS u pacientů původem z rovníkové Afriky je mnohem vyšší než u kavkazských pastevců, protože HS je u některých etnických skupin dědičná.

## Terminologie
I když je HS známá jako acne inversa, neznamená to, že patří mezi určité formy "klasického" akné v podobě zvýšené tvorby mazu a ucpaných pórů mazových žláz (mikrokomedony). HS byla poprvé identifikována a popsána v roce 1839 francouzským lékařem Alfredem Velpaudem.

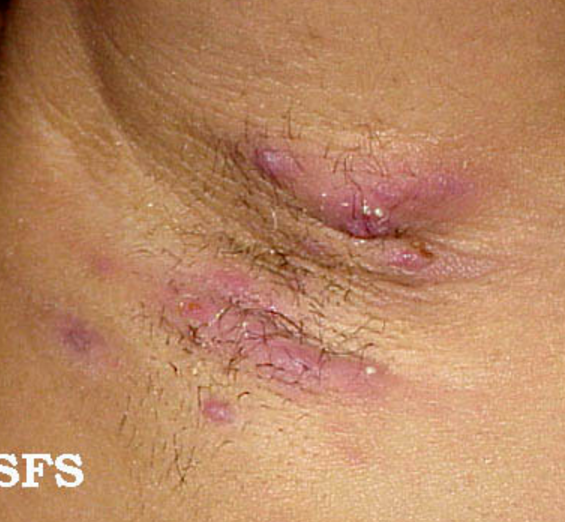
Hidradenitis suppurativa

## Diagnostika

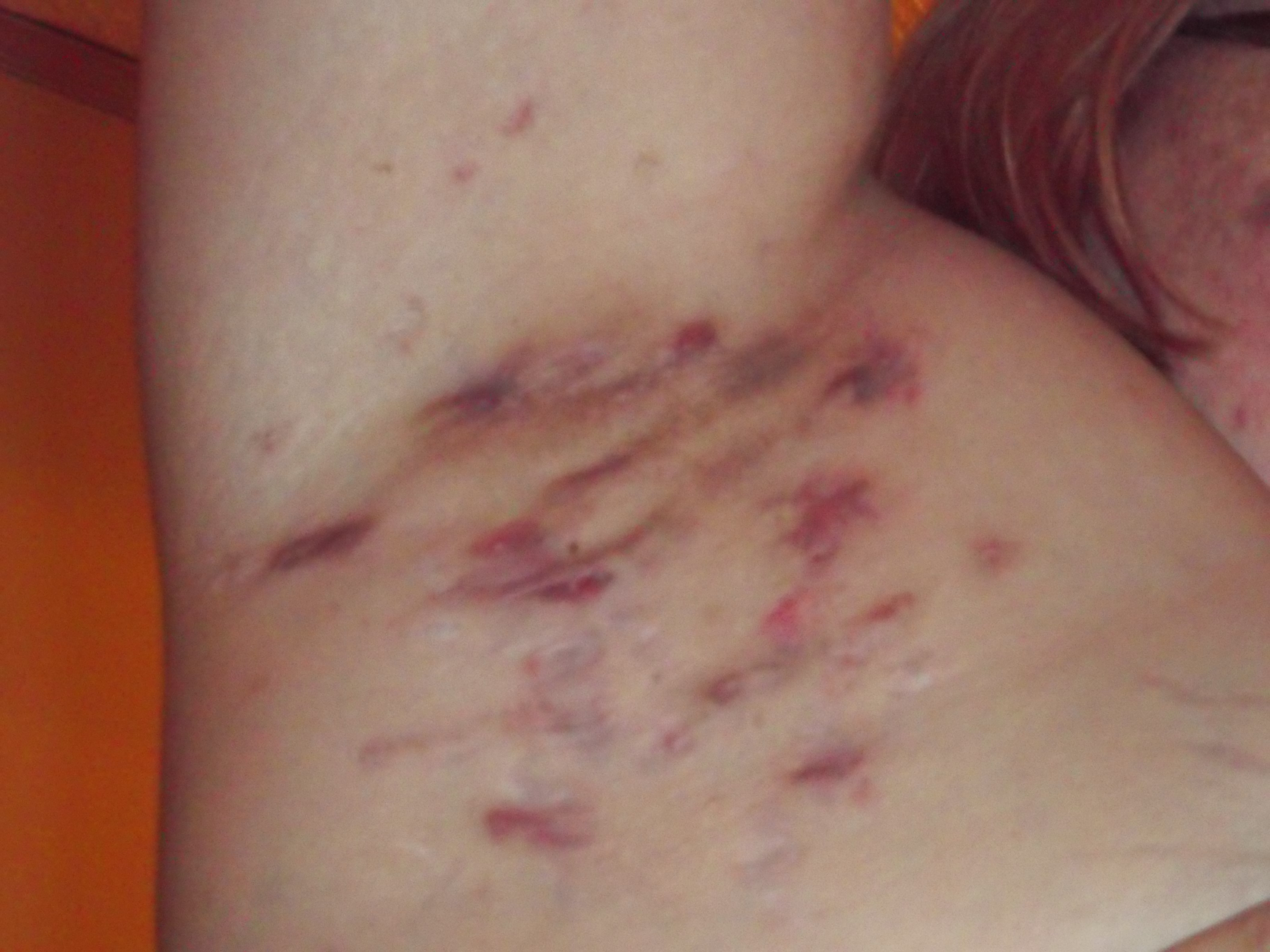
Hidradenitis suppurativa

HS není všeobecně známá nemoc. Pro posouzení se tedy běžně navštěvuji spíše dermatologové. Důležité je včasná diagnostika HS i když většinou nemá progresivní průběh. Může se ale s postupem času vracet s narůstající intenzitou, pokud není správně léčena.
HS patří „podle dermatologického indexu kvality života (DLQI)“ mezi nejnepříjemnější kožní onemocnění, které zásadně ovlivňuje kvalitu života pacientů, i když není způsobena špatnou hygienou. Bolestivé příznaky omezují pohyblivost, bolest má vliv na partnerský i sexuální život a celkově zhoršuje zdravotní stav pacienta. Nejde však jen o fyzickou bolest, kůže je estetickou formou orgánu, a proto postižení kůže má vliv na psychologickou stránku pacienta, který může trpět studem, depresí a mít pocit méněcennosti a izolovanosti.

## Příčiny
Přesné příčiny HS jsou doposud neobjasněné, ale onemocnění podléhá vlivu kombinaci několika vnitřních i vnějších faktorů. Nejčastější výskyt zanícených lézí je na tělesných částech, které obsahují vlasové folikuly, obzvláště podpaží, třísla nebo hýždě, díky vlivu:
- ucpaných nebo špatně funkčních apokrinních (potních) kanálků nebo vlasových folikul
- nadměrného pocení
- chybná funkce hormonů (androgenů)
- genetické predispozice, které mají vliv na strukturu buněk
- u postpubescentních jedinců je vyšší pravděpodobnost výskytu HS

### Spouštějící faktory
Faktorů, které mohou mít vliv na spuštění nemoci je více.

#### Predispoziční faktory
- genetické faktory – autosomálně dominantní dědičný znak[10]
- endokrinní faktory – hormonální změny (u žen během menstruace, po těhotenství nebo po menopauze), dysfunkce androgenu

U některých případů HS byly objeveny mutace v NCSTN, PSEN1 nebo PSENEN genu. Tyto geny produkují proteiny, které jsou důležitou částí několika buněčných signalizačních cest. Jedna z nich, Notch dráha, je součástí správné funkce imunitního systému a je potřebná pro normální zrání a oddělení buněk vlasových folikul a dalších kožních buněk. Zdá se, že genetické mutace způsobují špatnou signalizaci u Notch dráhy, jenž pak vede k zvýšenému růstu uzlů a k jejich zánětu.

#### Vnější faktory
- obezita, ačkoli se spíše skloňuje k názoru, že je důsledkem nemoci, protože pacienti se kvůli bolesti nemohou hýbat a přibírají tak na váze
- těsné nebo neprodyšné oblečení

- kosmetické přípravky – deodoranty, krémy na holení; nebo depilace a holení postižených míst
- horké a vlhké prostředí
- hormonální antikoncepce

## Stupně závažnosti HS
Projevy a příznaky HS dermatologové obvykle popisují pomocí stupnice – nejčastěji se používá takzvaná Hurleyova škála.
Hurleyova škála je klasifikace stádií dermatologických onemocněních (např. psoriáza, HS, akné) podle klinické závažnosti postižení tkání a je rozdělená do tří stupnic. 
| Hurleyova škála | Charakteristika |
| --------------- | --- |
| I               | Ojedinělé nebo málo se vyskytující abscesy bez zánětu a jizev a bez sinusové formace (může být zaměněno za akné). |
| II              | Vícečetné abscesy nebo rozšířené léze se sinusovou formací. Zánět se často opakuje, může být nutný i chirurgický zákrok, kdy se vyřízne a odsaje hnisavá tekutina. Léze se hojí jizevnatými proužky, mezi nimiž zůstává normální kůže.                             |
| III             | Vznikají rozsáhlé a propojené abscesy, případně jizvy, které na sebe přímo navazují (není přítomna normální kůže). Abscesy mohou být až velikosti golfového či baseballového míčku. Může vytékat nepříjemně zapáchající tekutina. Obtížná životní funkce pacientů. |

## Patogeneze
Mezi hlavní patologické charakteristiky HS patří hyperkeratóza (ztluštění kůže) a hyperplázie (nadměrné dělení buněk) folikulárního epitelu, které způsobují prasknutí folikulu a vytvoření abscesu. Hyperplázie folikulárního epitelu pravděpodobně způsobuje sinusovou formaci (píštělu), která se horizontálně šíří pod kůží. Histologické analýzy prokázaly, že u pacientů s HS chybí, nebo je snížená tvorba mazových žláz. Tato dysfunkce je způsobena zvýšenou aktivitou žírných buňky, neutrofilů, makrofágů, CD3+ lymfocytů, CD138+ plazmatických buněk a speciální dendritických buněk, které postupně vyvolávají zánět. S postupem zánětu se v lézích a jejich okolí podstatně zvyšuje přítomnost prozánětlivých cytokinů, které produkují pomocné T-lymfocyty (IL-10, IL-17) a TNF-α. U pacientů v II. a III. Hurleyho stádiu byly zjištěny zvýšené hodnoty sérové hladiny TNF-α.  Bakterie zatím nemají potvrzený vliv na vývoj HS a bakteriální infekce jsou spíše vedlejší projevy.

## Léčba
V současné době není známá efektivní léčba, protože HS doposud není podrobně prozkoumána a nejsou známy přesné příčiny. Včasná diagnostika a nasazení vhodné a dlouhotrvající léčby, v závislosti na individualitě pacienta a na stádiu onemocnění, však mohou usnadnit snášení bolesti, lepšímu hojení tkání, zabránění tvorby nových lézí a předcházet různým komplikacím.  U části pacientů léčba z neznámého důvodu nezabírá. Existují různé formy léčebných a podpůrných možností v podobě úpravy životního stylu, některých léků nebo chirurgických zákroků. V počáteční fázi nemoci se uplatňují lokální terapie pomocí krémů a mastí nebo vodoléčby, poté nastupuje léčba antibiotiky. U pokročilejších forem se nasazují lékové formy, viz seznam níže. Nově se uplatňuje biologická léčba.

### Možnosti léčby
Známé možnosti léčby:

#### Alternativní
- omezení kouření – kouření má negativní vliv na průběh nemoci
- různé masti či krémy (konopný krém), antiseptické ubrousky
- lázně – vodoléčba (hydroterapie) – teplé koupele s roztokem destilovaného bílého octa, balneoterapie, zábaly s octovou vodou
- volné a prodyšné oblečení
- zvýšený příjem zinku – možná redukce zánětlivých lézí a prevence prasknutí vředů
- dezinfekce postižených míst proti zabránění výskytu případných bakteriálních infekcí

#### Lékové formy
- topické a orální léky – antibiotika (užívají se spíše díky jejich protizánětlivým vlastnostem než na bakterie, které se spíše nevyskytují v okolí lézí); retinoidy (skupina látek odvozené od vitamínu A)
- protizánětlivé léky – kortikosteroidové injekce přímo do léze, kde zabraňují rozšíření zánětu, nitrožilní infuze
- hormonální terapie – antiandrogenová léčba. Hormonální terapie není vhodná pro těhotné ženy, kvůli jejich možnému negativnímu vlivu na plod!
- imunosupresiva – léky potlačující imunitní systém: infliximab (Remicade), adalimumab (Humira); tyto supresiva prokázaly účinky v léčbě HS, kdy neutralizují TNF (faktor nádorové nekrózy) pomocí jeho inhibice. Tyto imunosupresiva jsou ale stále ve výzkumu a mohou mít nežádoucí vedlejší účinky (zvýšená náchylnost k infekci, srdečním vadám a určitých typů nádorového bujení).[15]
- analgetika – léky proti bolesti, pokud nezabírají slabší léky, lze nasadit silnější formy (kodein, morfium)

#### Ostatní možnosti léčby při chronickém průběhu
- různé chirurgické zákroky v závislosti na rozšíření postižení (odsátí ucpaných kanálků, vyříznutí léze, lokální transplantace kůže (kožní štěpy) apod.)
- laserové odstranění chlupů

V případě neléčení chronického stádia nemoci se ve III. stádiu HS mohou objevit různé formy komplikací v podobě epitelových nádorů v okolí análního otvoru, anémie, artritida, amyloidóza (může způsobit selhání ledvin) a další mnohočetné infekce, které mohou vést k sepsi (meningitida, pneumonie, bronchitida).